# Imperfezione
Imperfezione è il terzo album della cantautrice napoletana Meg, al secolo Maria di Donna, uscito il 21 aprile 2015 per la sua etichetta Multiformis.

## Tracce
1. Concerto Per
2. Il Confine Tra Me E Te
3. Imperfezione
4. Occhi D'Oro
5. Illumina La Notte
6. Skaters
7. Parentesi
8. Promemoria
9. Estate